# Citroën C3 Aircross (2017)
Citroën C3 Aircross — мини-кроссовер французской фирмы Citroën, входящей в концерн Stellantis. Выпускается с 2017 года. Сменил в модельном ряду две модели — Citroën C4 Cactus и Citroën C3 Picasso. Сборка осуществляется на заводе в Испании, в городе Сарагоса.
Модель была анонсирована в июне 2017 года, а презентация прошла в сентябре на Франкфуртском автосалоне. Модель основана на представленном раннее концепт-каре C-Aircross. Как и у одного из его предшественников, задние сиденья могут в пропорции 60/40 сдвигаться на 15 см. Багажник имеет объём 410—520 литров.
Весной 2018 года была представлена версия для китайского рынка, получившая название Citroën C4 Aircross. Она отличается в первую очередь габаритами — на 12 длиннее. В целом различий не так много.

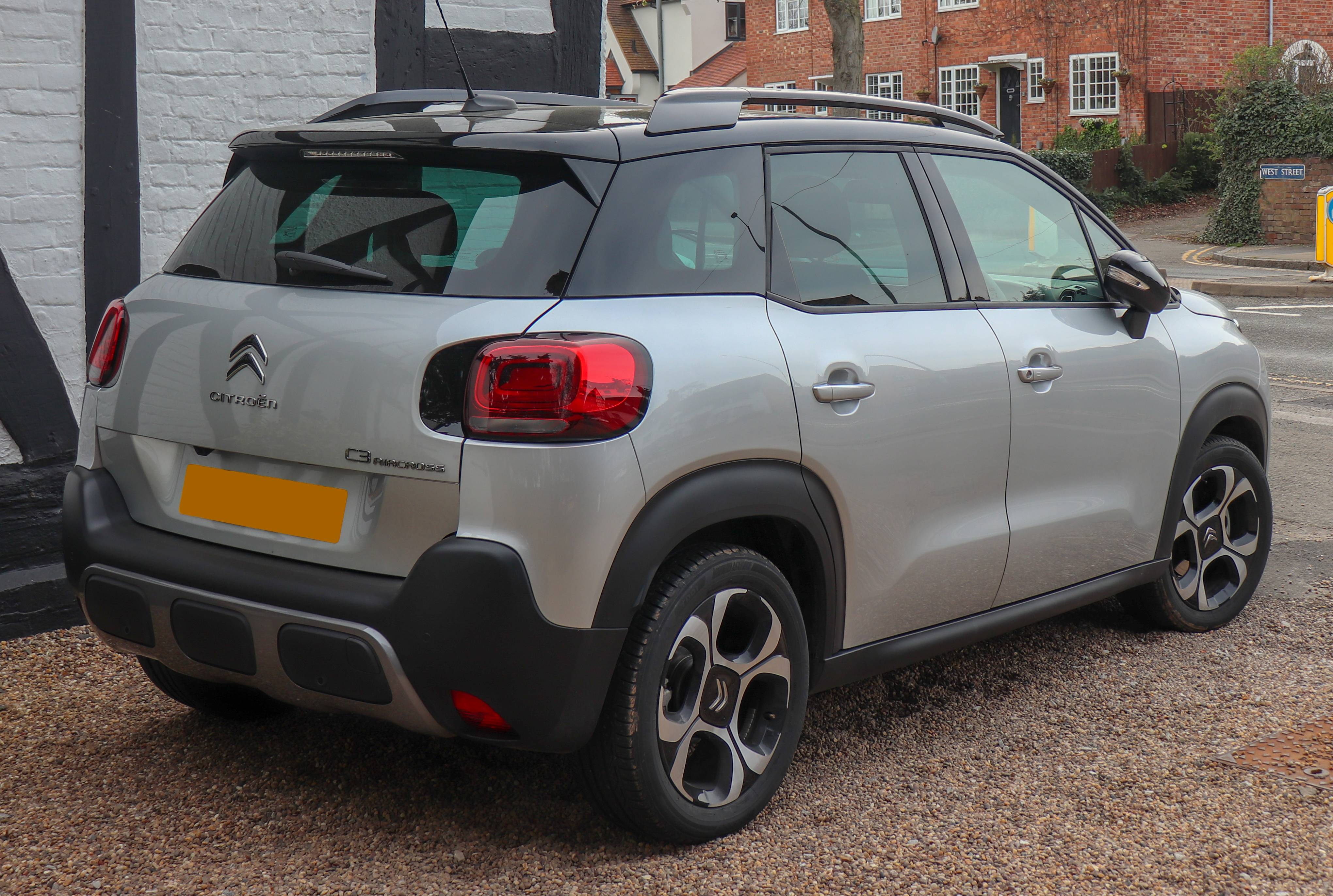
Вид сзади
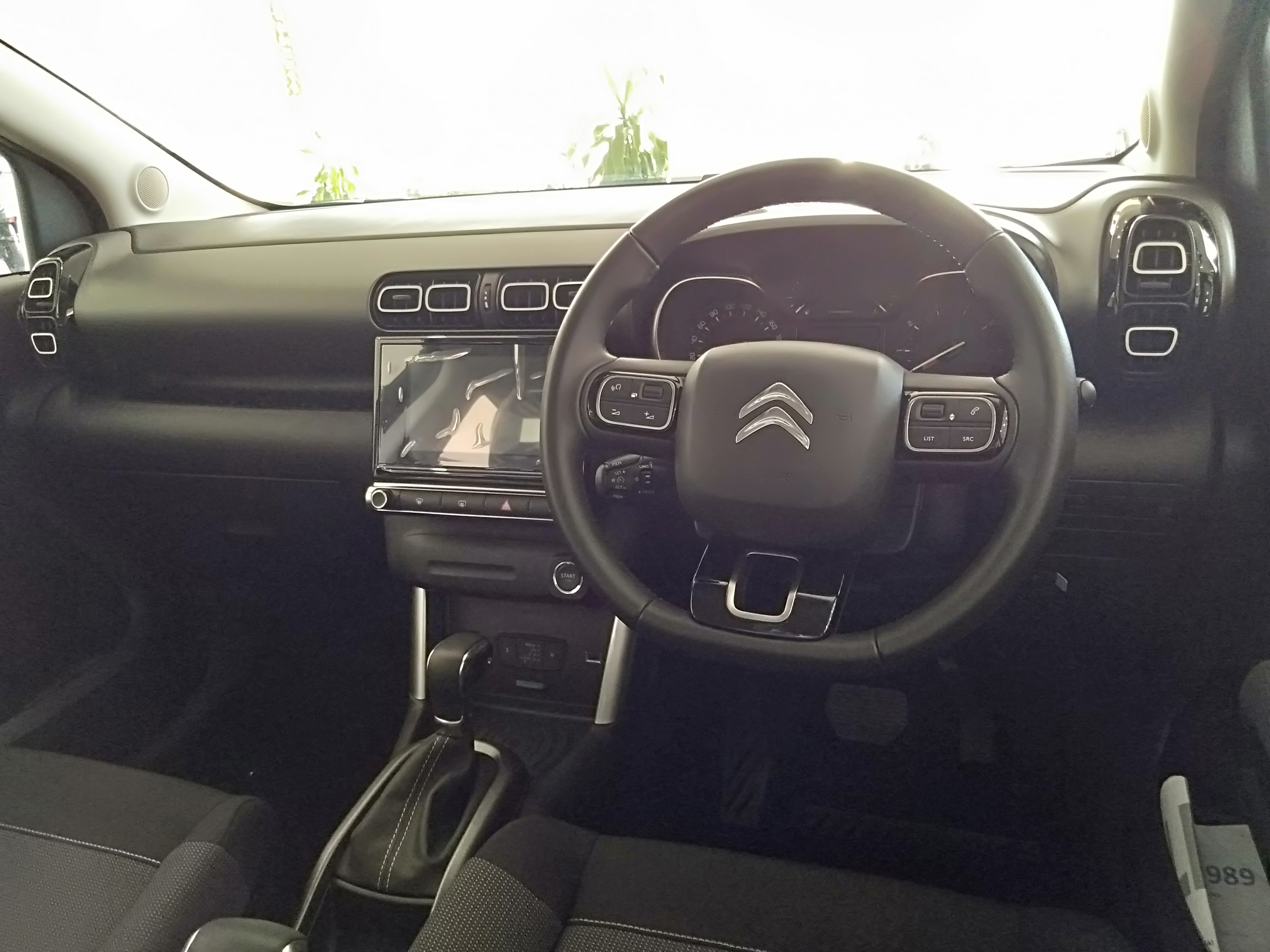
Интерьер